# دالرپیل
دالرپیل (به هلندی: Dalerpeel) یک منطقهٔ مسکونی در هلند است که در کوفوردن واقع شده‌است. دالرپیل ۶۰۰ نفر جمعیت دارد.